# 外国人による日本論の名著
『外国人による日本論の名著  ゴンチャロフからパンゲまで』は幕末から昭和期までの外国人による日本論の解説紹介。1987年に中公新書で刊行（編者は佐伯彰一・芳賀徹）。

## 紹介の書籍一覧
| 書名                                                                         | 著者                           | 発行年 | 概要                                                                                     | 主な邦訳 |
| ---------------------------------------------------------------------------- | ------------------------------ | ------ | ---------------------------------------------------------------------------------------- | --- |
| 『日本渡航記』                                                               | I・A・ゴンチャロフ             | 1853年 | 1853年8月プチャーチン提督の秘書として日本に来航、幕末日本が描かれる。（執筆者 土谷直人） | 『ゴンチャローフ 日本渡航記』(講談社学術文庫、2008) など                                                    |
| 『大君の都』 The Capital of the Tycoon                                       | R・オールコック                | 1863年 | 初代駐日イギリス公使（1859 - 1865）の日本の文化論（執筆者 大田昭子）                     | 『大君の都 幕末日本滞在記』（岩波文庫 全3巻、1962）                                                         |
| 『一外交官の見た明治維新』 A Diplomat in Japan                               | アーネスト・サトウ             | 1921年 | 1862年から1900年まで断続的に日本滞在（執筆者 大澤吉博）                                  | 『一外交官の見た明治維新』（岩波文庫 全2巻、1960） 『一外交官の見た明治維新』（講談社学術文庫、2021）、新訳 |
| 『皇国』 The Mikado's Empire                                                 | W.E.グリフィス                 | 1876年 | 1870年に福井の藩校の化学教師として来日、1874年に離日、（執筆者 太田雄三）                | 『ミカド―日本の内なる力』（岩波文庫、1995）                                                                 |
| 『東京日光散策』                                                             | エミール・ギメ                 | 1880年 | 1876年から3ヶ月間滞日（執筆者 佐藤宗子）                                                 | 『明治日本散策 東京・日光』（角川ソフィア文庫、2019）                                                       |
| 『日本素描紀行』                                                             | フェリックス・レガメ           | 1903年 | 1876年8月に訪日したギメに同行した画家、1899年に再来日（執筆者 佐藤宗子）                 | 『明治日本写生帖』（角川ソフィア文庫、2019）                                                                |
| 『日本雑事詩』                                                               | 黄遵憲                         | 1879年 | 初代駐日清国公使秘書官、1877年から約2年滞日（執筆者 上垣外憲一）                         | 『日本雑事詩』（平凡社東洋文庫、1968）                                                                      |
| 『日本奥地紀行』 Unbeaten Tracks in Japan                                    | イザベラ・バード               | 1880年 | 1878年の東北・北海道などの旅行記（執筆者 加納孝代）                                      | 『日本奥地紀行』（平凡社東洋文庫、新訳2013）など                                                            |
| 『極東の魂』                                                                 | パーシヴァル・ローウェル       | 1888年 | 1887年に来日（執筆者 佐伯彰一）                                                          | 『極東の魂』（公論社 1977）                                                                                 |
| 『秋の日本』                                                                 | ピエール・ロチ                 | 1889年 | フランスの小説家、1885年に来日（執筆者 鈴木秀治）                                        | 『日本秋景 ピエール・ロチの日本印象記』（中央公論新社、2020）新訳 ほか                                      |
| 『日本事物誌』 Things Japanese                                               | パジル・チェンバレン           | 1890年 | 1873年海軍兵学校の教師として来日。日本百科事典（執筆者 河島弘美）                        | 『日本事物誌』（平凡社東洋文庫、1969）など                                                                  |
| 『知られぬ日本の面影』 Glimpses of Unfamiliar Japan                          | ラフカディオ・ハーン           | 1894年 | 1890年来日（執筆者 牧野陽子）                                                            | 『小泉八雲の「知られぬ日本の面影」』（響林社 2015）、ほか多数                                               |
| 『日本における外交官の妻』 A Diplomatist's Wife in Japan                     | メアリー・フレーザー           | 1899年 | 1889年から1894年まで駐日英国公使夫人（執筆者 加納孝代）                                  | 『英国公使夫人の見た明治日本』（淡交社 1988）                                                               |
| 『日本雑記』 Allerlei aus Japan                                              | ルートヴィヒ・リース           | 1905年 | 1887年から15年間日本で歴史学を教えたお雇い外国人教師のエッセー集（執筆者 中直一）        | 『ドイツ歴史学者の天皇国家観』（講談社学術文庫、2015）など                                                  |
| 『日記』 Das Leben eines deutschen Arztes im erwachenden Japan               | エルヴィン・ベルツ             |        | 30年間滞日したドイツ医学教師の1876年から1905年の間の日記（執筆者 中直一）                | 『ベルツの日記』（岩波文庫 全2巻 1979）など                                                                 |
| 『昇る太陽』 Al-Shams al-Mushriqa                                            | ムスタファー・カーミル         | 1904年 | 日露戦争中に書かれたエジプト民族主義運動家の日本論（執筆者 杉田英明）                    | |
| 『東亜美術史綱』 Epochs of Chinese and Japanese Art                          | アーネスト・フェノロサ         | 1912年 | 日本美術研究、収集家の日本美術論（執筆者 村形明子）                                      | 『東亜美術史綱』（東京美術 全2巻 1978-81）                                                                  |
| 『日本その日その日』 Japan Days by Days                                      | エドワード・モース             | 1917年 | 大森貝塚の発見で知られるモースの滞日記（執筆者 太田雄三）                                | 『日本その日その日』（講談社学術文庫、2013）など                                                            |
| 『ナショナリズム』 Nationalism                                               | ラビンドラナート・タゴール     | 1917年 | インドのノーベル文学賞受賞者の文化論（執筆者 大澤義博）                                  | 「著作集」第三文明社                                                                                        |
| 『おヨネとコハル』 O-Yone e Ko-Haru                                          | ヴェンセスラウ・デ・モラエス   | 1923年 | 徳島に隠栖したポルトガル人モラエスのエッセー（執筆者 加納孝代）                          | 『おヨネとコハル』彩流社・ポルトガル文学叢書 2004                                                           |
| 『朝日の中の黒い鳥』 L'Oiseuu noir dans le Soleil levant                     | ポール・クローデル             | 1927年 | フランス大使のエッセー集、関東大震災の記録を含む（執筆者 内藤高）                        | 『朝日の中の黒い鳥』（講談社学術文庫 1988）など                                                             |
| 『日本論』                                                                   | 戴季陶                         | 1928年 | 日本留学した国民党政治家の日本文化論（執筆者 佐々木英昭）                                | 『日本論』 (社会思想社 1972)                                                                                |
| 『日本管窺』                                                                 | 周作人                         | 1935年 | 日本留学した中国人文学者のエッセー集（執筆者 杉田英明）                                  | 『日本談義集』（平凡社東洋文庫 2002）ほか                                                                   |
| 『東京に暮らす』 Living in Tokyo                                             | キャサリン・サンソム           | 1936年 | 英国外交官夫人による1930年代日本の随想見聞記（執筆者 大久保美春）                        | 『東京に暮す 1928～1936』（岩波文庫 1994）                                                                  |
| 『弓と禅』 Zen in der Kunst des Bogenshiessens                               | オイゲン・ヘリゲル             | 1936年 | 東北大学の哲学講師として来日、阿波建造のもとで弓道を修行する（執筆者 塚本明子）          | 『新訳 弓と禅』（角川ソフィア文庫、2015）                                                                   |
| 『日本の家屋と生活』 Das Japanishe Haus unt sein Leben                       | ブルーノ・タウト               | 1936年 | 世界的建築家の日本への亡命時代にかかれた文学的作品（執筆者 持田季美子）                  | 『日本の家屋と生活』（春秋社、新版2008）                                                                    |
| 『日記』 Ten years in Japan                                                  | ジョセフ・グルー               | 1944年 | 太平洋戦争開戦までの10年間駐日大使であったグルーの日記（執筆者 牛村圭）                  | 『滞日十年』新版（筑摩書房・ちくま学芸文庫 全2巻、2011）                                                    |
| 『菊と刀』 The Chrysanthemum and the Sword                                   | ルース・ベネディクト           | 1944年 | 文化人類学の手法による日本文化解釈（執筆者 大久保喬樹）                                  | 『菊と刀』（光文社古典新訳文庫、2008）ほか                                                                  |
| 『南方特別留学生 トウキョウ日記』 From Bataan to Tokyo                       | レオカディオ・デアシス         | 1944年 | フィリピンから南方特別留学生として来日（執筆者 上垣外憲一）                              | 『南方特別留学生トウキョウ日記―一フィリピン人のみた戦時下の日本』秀英書房 1982                              |
| 『俳句』 Haiku                                                               | レジナルド・ブライス           | 1949年 | 1929年から京城帝国大学教授、1940年来日各地の大学で教職につく。（仙北谷晃一）             | 北星堂書店（紹介）                                                                                          |
| 『西欧社会と日本』 The Western World and Japan                               | ジョージ・サンソム             | 1950年 | 上記のキャサリンは夫人。（執筆者 満谷マーガレット）                                      | 『西欧世界と日本』（ちくま学芸文庫 全3巻、1995）など                                                        |
| 『都市の日本人』 City Life in Japan                                          | ロナルド・ドーア               | 1958年 | （執筆者 青木由紀子）                                                                    | 岩波書店 |
| 『日本人の西洋発見』 The Japanese Discovery of Europe                        | ドナルド・キーン               | 1952年 | 本多利明を中心とする西洋文明研究史（執筆者 芳賀徹）                                      | 新版「著作集 第11巻」新潮社 2011                                                                            |
| 『西洋文学の日本発見』 Japanese tradition in British and American Literature | アール・マイナー               | 1958年 | （執筆者 大久保喬樹）                                                                    | 筑摩書房 |
| 『坂本龍馬と明治維新』 Sakamoto Ryoma and the Meiji Restration               | マリウス・ジャンセン           | 1961年 | （執筆者 芳賀徹）                                                                        | 平尾道雄・浜田亀吉訳、時事通信社 新版2009                                                                   |
| 『表徴の帝国』 L'Empire des signes                                           | ロラン・バルト                 | 1970年 | （執筆者 小林康夫）                                                                      | 宗左近訳、ちくま学芸文庫（新版） 「記号の国 著作集7」石川美子訳、みすず書房（新訳）                         |
| 『あずさ弓』 The Catalpa Bow                                                 | カーメン・ブラッカー           | 1975年 | 日本におけるシャーマン的行為の研究書（執筆者 青木由紀子）                                | 岩波書店 |
| 『ザ・ジャパニーズ』 L'Empire des signes                                     | エドウィン・ライシャワー       | 1977年 | （執筆者 佐伯彰一）                                                                      | 角川ソフィア文庫 2019（新版）                                                                               |
| 『天の涯に生くるとも』                                                       | 金素雲                         | 1968年 | 日本で育った韓国文学者の自伝（執筆者 上垣外憲一）                                        | 新潮社 など                                                                                                 |
| 『「縮み」志向の日本人』                                                     | 李御寧                         | 1982年 | （執筆者 芳賀徹）                                                                        | 講談社学術文庫 2007（新版）                                                                                 |
| 『東京下町 山の手 1867-1923』 Low City, High City                            | エドワード・サイデンステッカー | 1983年 | （執筆者 佐伯彰一）                                                                      | 講談社学術文庫 2013（新版）                                                                                 |
| 『自死の日本史』 Le mort volontaire au Japon                                 | モーリス・パンゲ               | 1984年 | （執筆者 小林康夫）                                                                      | 筑摩書房 など                                                                                               |

## 書誌情報
- 『外国人による日本論の名著―ゴンチャロフからパンゲまで』 佐伯彰一・芳賀徹編（中公新書、1987年3月） ISBN  4121008324